# Rich and Famous
Rich and Famous is een Amerikaanse dramafilm uit 1981 onder regie van George Cukor. Het scenario is gebaseerd op het toneelstuk Old Acquaintance (1941) van de Brits-Amerikaanse auteur John Van Druten.

## Verhaal
Liz Hamilton en Merry Noel Blake worden hechte vrienden aan de universiteit. Liz wordt later een literaire schrijfster, terwijl Merry Noel schrijft over de dingen des levens.

## Rolverdeling
| Acteur            | Personage             |
| ----------------- | --------------------- |
| Jacqueline Bisset | Liz Hamilton          |
| Candice Bergen    | Merry Noel Blake      |
| David Selby       | Doug Blake            |
| Hart Bochner      | Chris Adams           |
| Steven Hill       | Jules Levi            |
| Meg Ryan          | Debby Blake (18 jaar) |
| Matt Lattanzi     | Jim                   |
| Daniel Faraldo    | Ginger Trinidad       |
| Nicole Eggert     | Debby Blake (8 jaar)  |
| Joe Maross        | Martin Fornam         |
| Kres Mersky       | Judy Heller           |
| Cloyce Morrow     | Martha Antilles       |
| Cheryl Robinson   | Stem                  |
| Allan Warnick     | Receptionist          |
| Ann Risley        | Vrouw van Max         |